# Liste des cirques romains
Voici une liste des cirques romains non exhaustive.
Certains cirques romains ont été conservés, du moins en partie, jusqu'à nos jours.
Une quantité d'autres cirques sont attestés ou connus, mais invisibles de nos jours. La disposition des chemins, des rues, du cadastre ou des bâtiments, ou bien des excavations caractéristiques permettent souvent d'en déceler le plan sur les vues aériennes ou depuis des points élevés.

## Algérie
- Cirque de Bejaia (Saldae)
- Cirque de Cherchell (Colonia Claudia Cesarea, Césarée de Maurétanie)

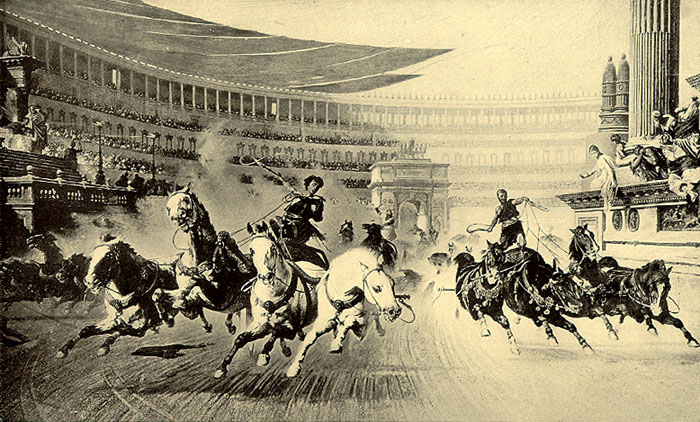
Course de chars, par Albert Kuhn (1913)

- Cirque de Sétif (Sitifis, Colonia Nerviana Augusta Martialis Sitifensium)
- Cirque de Sour El Ghozlane (Auzia)

## Allemagne

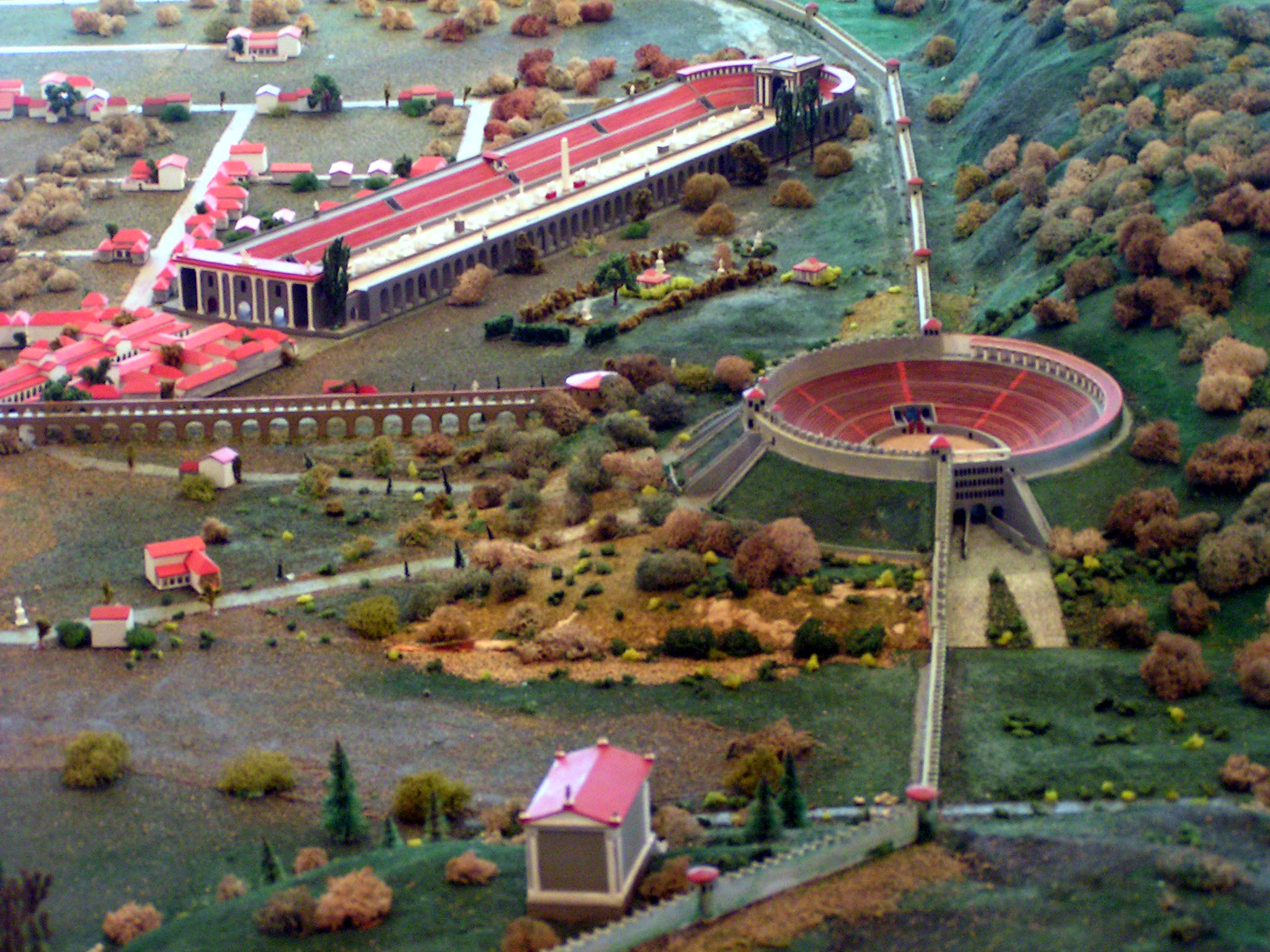
Maquette du Cirque de Trèves et Amphithéâtre de Trèves (Allemagne)

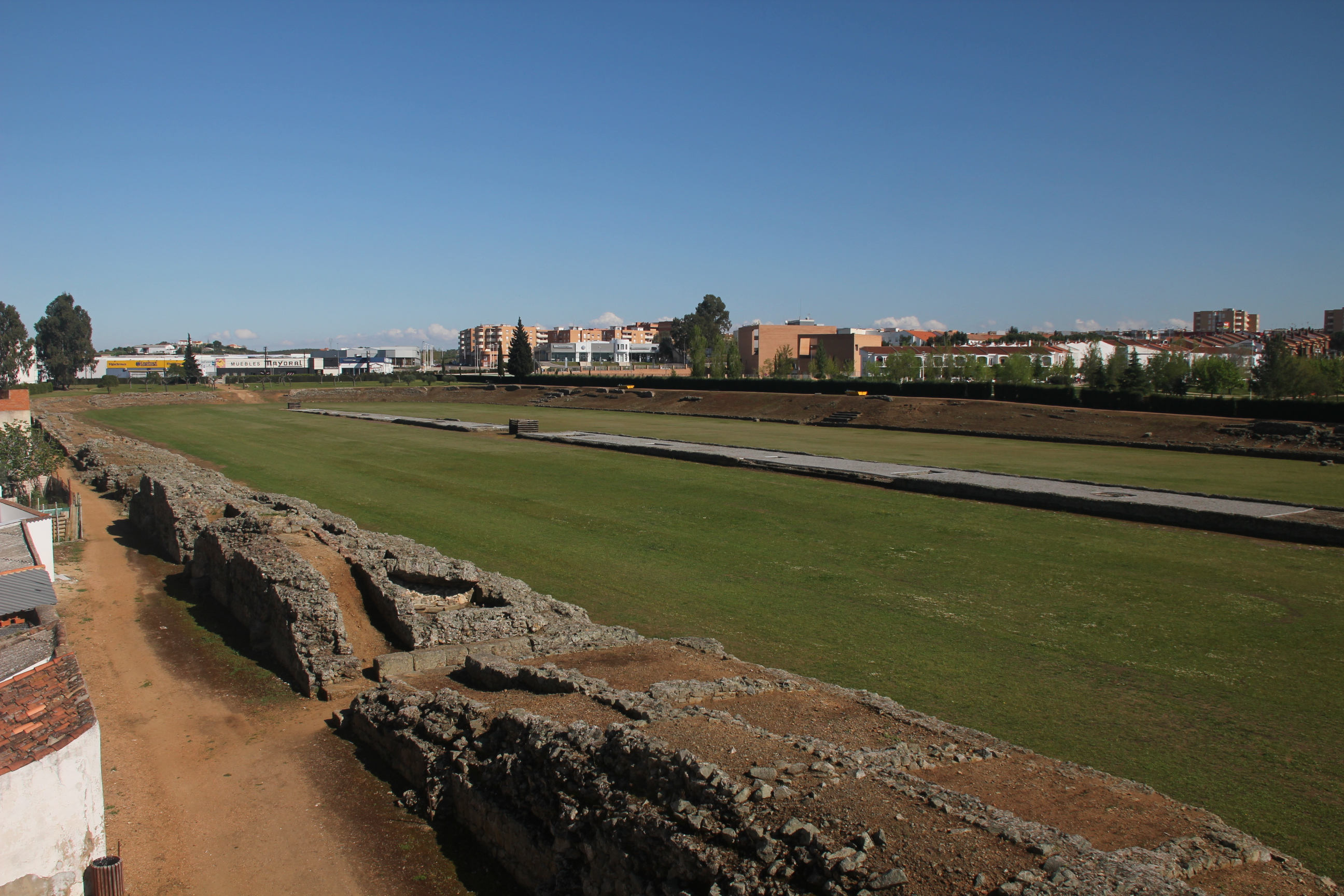
Cirque de Mérida

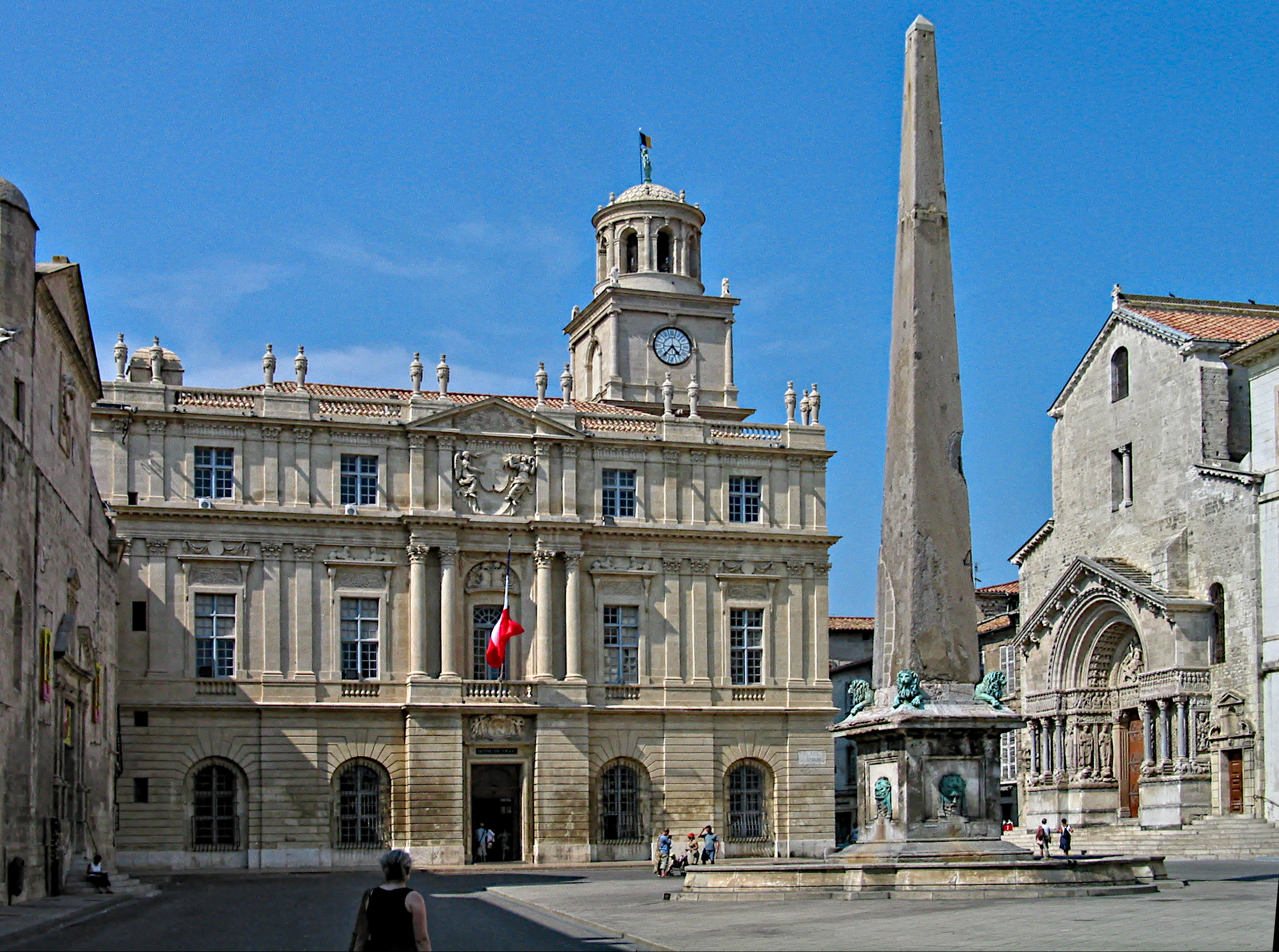
L'obélisque du Cirque d'Arles

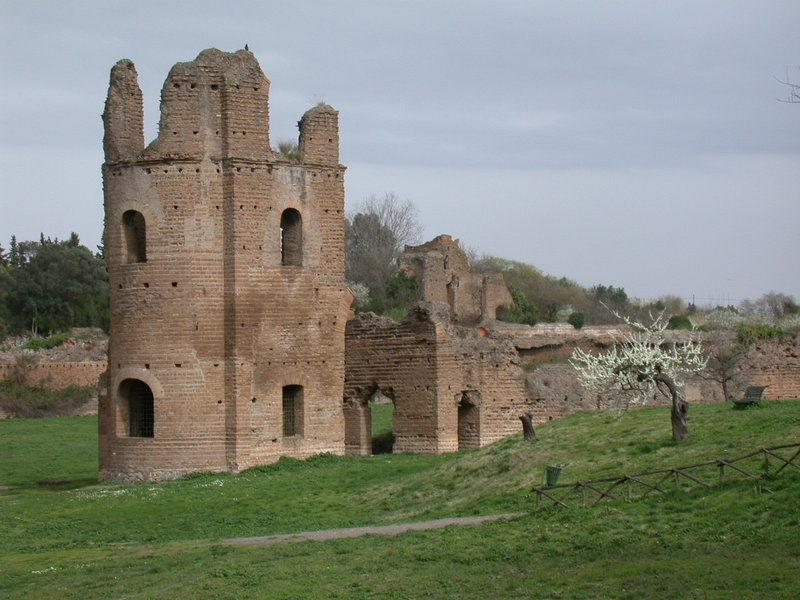
Loppidum du Cirque de Maxence

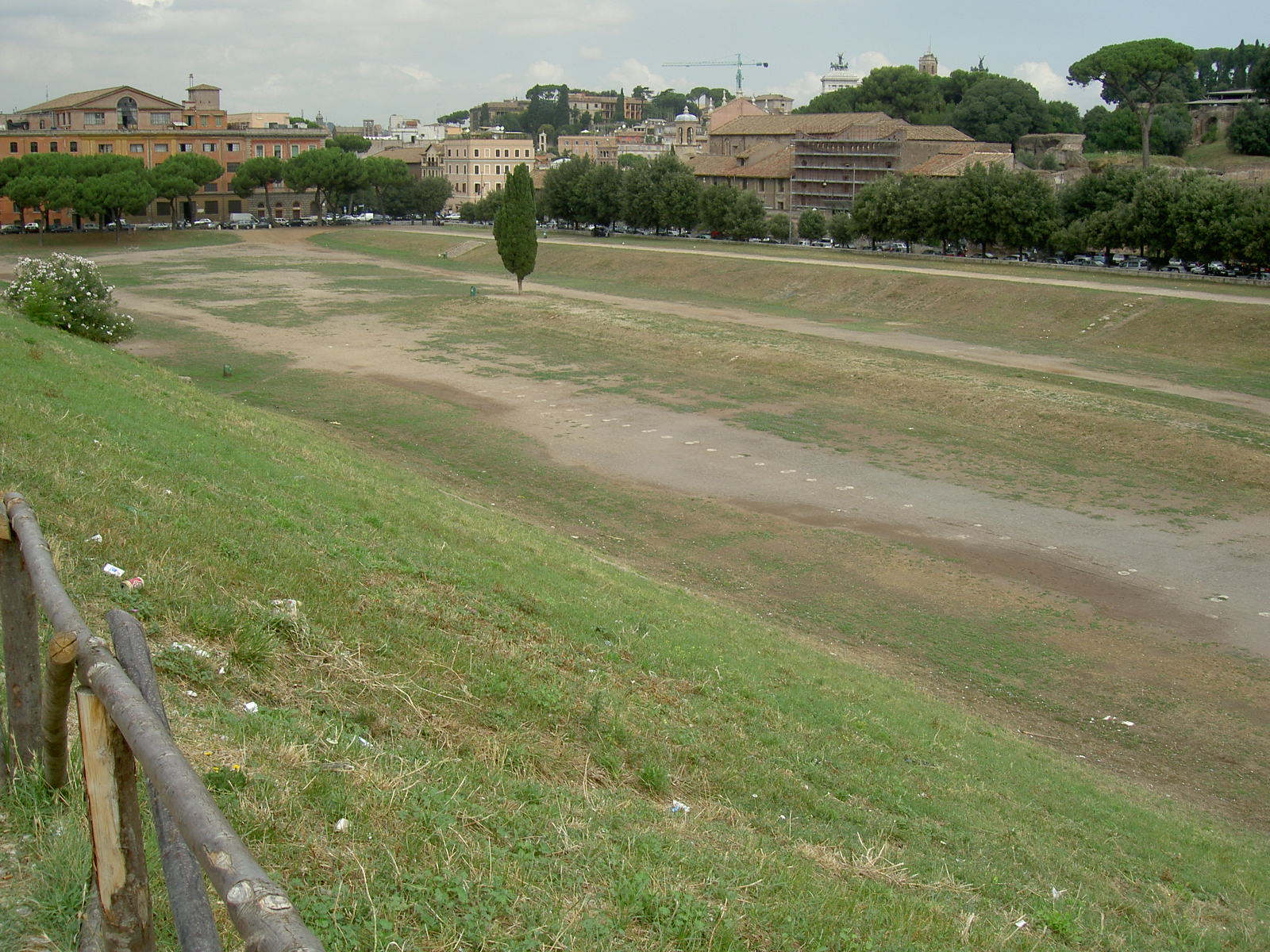
Le Circus Maximus aujourd'hui

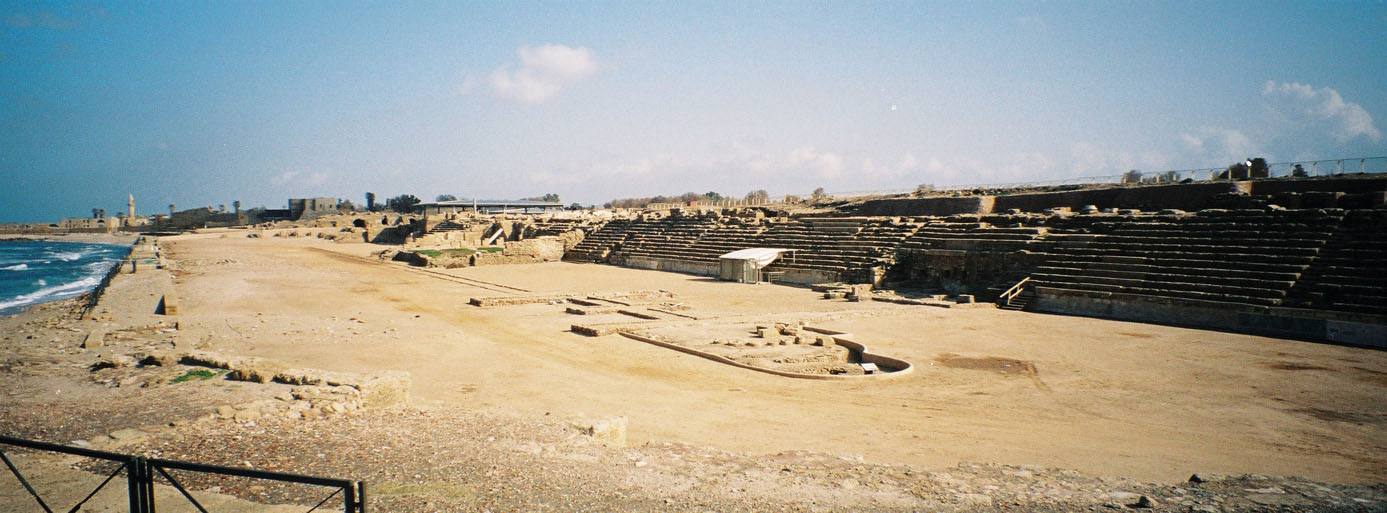
Hippodrome de Césarée

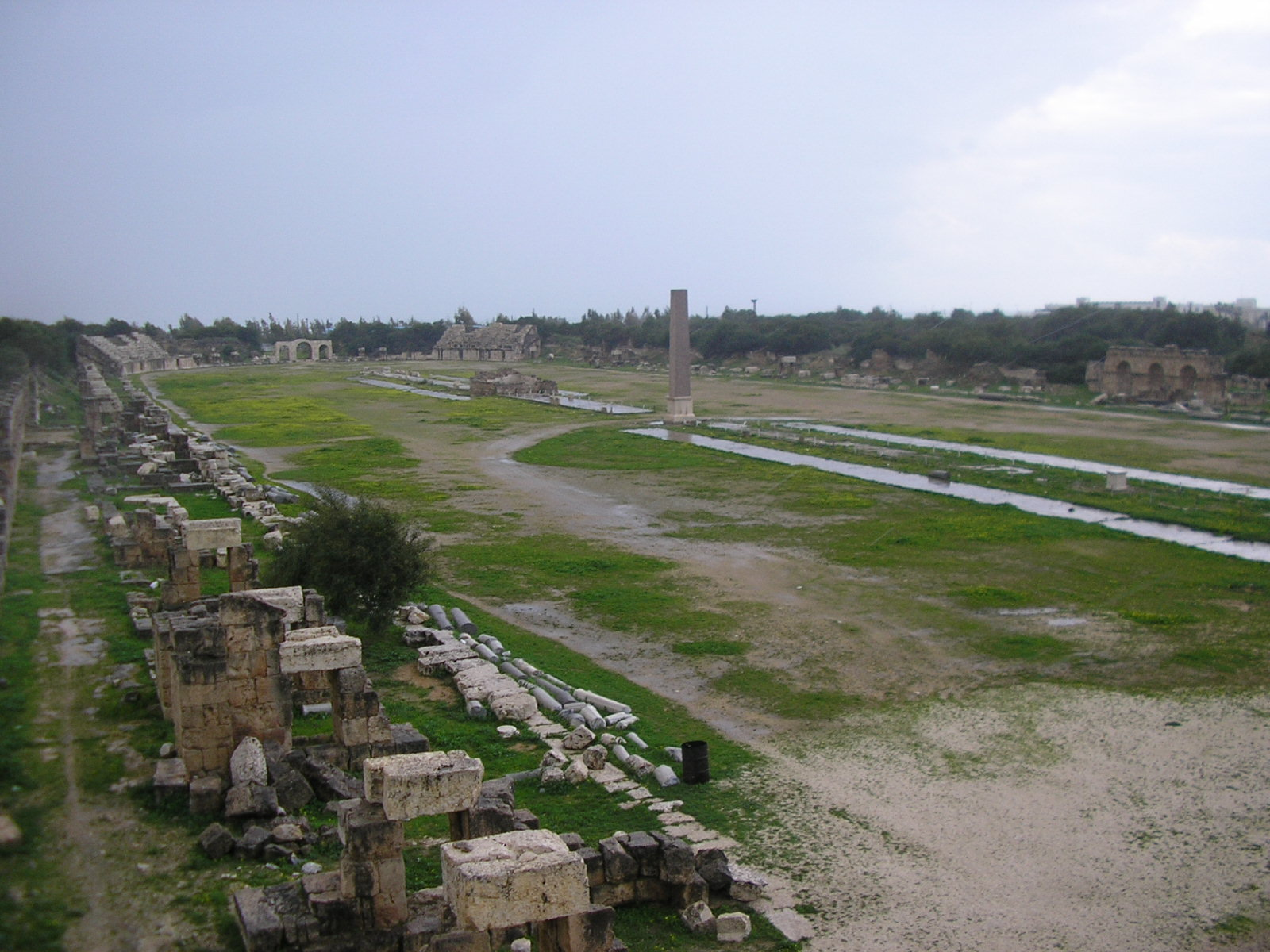
Hippodrome de Tyr

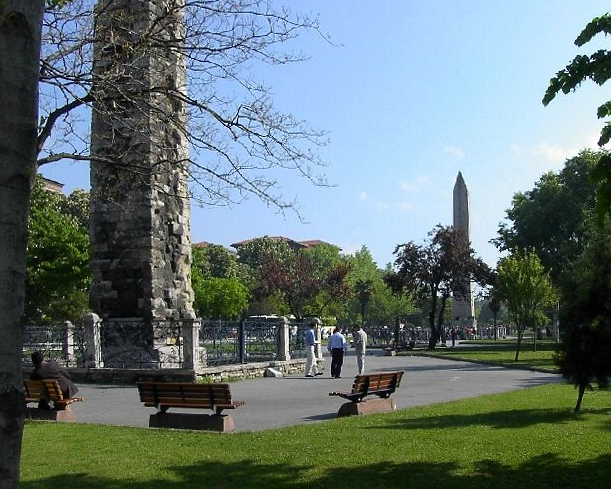
Obélisques de l'Hippodrome de Constantinople

- Cirque de Trèves (Trèves) (Augusta Treverorum)

## Angleterre
- Cirque de Colchester (Camulodunum)

## Bulgarie
- Cirque de Plovdiv (Trimontium)

## Égypte
- Cirque d'Alexandrie
- Cirque d'Antinoupolis, ou d'Antinoé

## Espagne
- Cirque de Calahorra (Calagurris)
- Cirque de Caparra (Municipium Flavium Caparense)
- Cirque de Cordoue (Corduba)
- Cirque de Mérida (Colonia Augusta Emerita)38° 55′ 11″ N, 6° 19′ 54″ O
- Cirque de Santiponce (Itálica)
- Cirque de Sagonte (Saguntum)
- Cirque (inachevé) de Segobriga 39° 53′ 20″ N, 2° 48′ 51″ O
- Cirque de Tarragone (Tarragone) (Tarraco)
- Cirque de Tolède (Toletum)
- Cirque de Veleia

## France
- Cirque d'Arles (Arles, Bouches-du-Rhône), (Arelate)
- Cirque de Lyon (Lyon, Rhône) (Lugdunum)
- Cirque de Saintes, (Charente-Maritime) (Mediolanum Santonum)
- Cirque de Vienne (Vienne, Isère) (Vienna)

## Grèce
- Cirque de Corinthe (Colonia Iulia Flavia Augusta Corinthiensis)
- Cirque de Gortyne (Gortys)
- Cirque de Thessalonique

## Israël
- Cirque de Tel Beït-Shéan
- Hippodrome de Césarée (Cesarea Maritima) 32° 29′ 56″ N, 34° 53′ 54″ E

## Italie
- Circus Maximus (Vallée de la Murcia) à Rome
- Cirque Flaminius (Champ de Mars) à Rome
- Cirque de Caligula et de Néron au Vatican (Plaine vaticane) à Rome
- Cirque de Varius (Sessorium) à Rome
- Cirque de Maxence (Via Appia) à Rome
- Cirque de Frattocchie-Boville (Bovillae)
- Cirque d'Aquilée (Aquileia)
- Cirque de Milan (Mediolanum)

## Jordanie
- Cirque de Jerash (Gerasa) 32° 16′ 26″ N, 35° 53′ 27″ E
- Cirque d'Umm Qeis (Gadara)

## Liban
- Hippodrome romain de Beyrouth (Colonia Iulia Augusta Felix Berytus)
- Hippodrome de Tyr

## Libye
- Cirque de Cyrène 32° 49′ 19″ N, 21° 51′ 51″ E
- Cirque de Leptis Magna 32° 37′ 59″ N, 14° 18′ 38″ E

## Portugal
- Cirque de Coimbra (Aeminium)
- Cirque de Lisbonne (Olissipona)
- Cirque de Santiago do Cacém (Mirobriga Celticorum)
- Cirque de Tavira (Balsa)

## Serbie
- Cirque de Sremska Mitrovica (Sirmium)

## Syrie
- Cirque de Bosra (Nova Trajana Bostra)32° 30′ 53″ N, 36° 28′ 48″ E
- Cirque de Lattaquié (Laodicea ad Mare ; Laodicée de Syrie ; Laodicée de la Mer)

## Tunisie
- Cirque de Carthage (Carthage) (Carthago)
- Cirque de Dougga (Thugga, Municipium Septimium Aurelium Liberum Thugga)
- Cirque de Henchir es Souar (Abthugni)
- Cirque de Henchir bou Cha (Municipium Aurelium Commodum)
- Cirque de Sousse (Hadrumetum)
- Cirque d'El Jem (Thysdrus)35° 17′ 54″ N, 10° 43′ 25″ E
- Cirque d'Utique (Henchir bou Chateur) (Utica)

## Turquie
- Cirque d'Antioche
- Cirque d'Aphrodisias
- Cirque d'Izmit (Nicomédie)
- Hippodrome de Constantinople (Istanbul)